# Селективна флокуляція
Селективна флокуляція — процес вибіркового агрегування у флокули частинок тільки одного з мінералів; інші мінерали повинні знаходитись у диспергованому стані.

## Загальна характеристика
Флокуляція частинок високомолекулярними реагентами-полімерами являє собою злипання мінеральних частинок завдяки сорбції молекул або міцел полімеру. Молекули або міцели полімеру створюють «місток» між частинками.
Найефективнішими флокулянтами для ряду мінералів є поліелектроліти — водорозчинні лінійні полімери, які мають велику молекулярну масу та різний функціональний склад. Молекулярна маса флокулянтів, з якою пов'язана флокуляційна дія, пропорційна довжині ланцюга, тому при використанні полімерів з довгими ланцюгами зростає число активних груп і енергія флокуляції.
Відомі чотири класи полімерних флокулянтів: аніонні, катіонні, амфотерні і нейоногенні. У кожному з класів полімери розрізняються за властивостями, ступенем полімеризації, хімічним складом активних груп, ступенем дисоціації цих груп, зарядом, а також за складом та властивостями інших ланок полімерного ланцюга.
Залежно від хімічної природи флокулянти різних типів по-різному впливають на мінерали. Дію довголанцюгових флокулянтів обумовлюють в основному два різних явища:
– створення місточків між мінеральними частинками, зокрема за рахунок водневих зв'язків між частинкою і молекулою полімеру. У створенні таких зв'язків беруть участь нейонізовані водневі атоми груп типу: –Н2; –ОН; –СООН;
– електростатична взаємодія між зарядом йонізованого полімеру і зарядом поверхні мінеральної частинки, що обумовлює зниження електрокінетичного потенціалу частинок і спонтанної флокуляції частинок по мірі приближення частинок до ізоелектричної точки.
При здійсненні селективної флокуляції великі труднощі виникають у зв'язку зі шкідливим впливом сольового складу води і пульпи. Різний вплив цих факторів створює множину варіантів взаємодії флокулянта з мінералом. Тому, хоча загальний механізм флокуляції під дією полімерів відомий, вибір відповідного флокулянта для кожного мінералу ґрунтується лише на експериментальних даних.
Дія полімеру залежить від вихідної концентрації розчину. У пульпу звичайно подають розчини полімерів з концентрацією 0,05 — 0,10 %.

## Дослідження процесу
Для дослідження в лабораторних умовах селективності флокуляції суміші тонкодисперсних частинок різних мінералів або шламів застосовують пристрій, показаний на рис.
У робочу камеру пристрою заливають воду таким чином, щоб повністю витиснути повітря. При повністю закритому натискному пристрої і працюючому перемішувачі засипають наважку мінералів і подають досліджувані реагенти. Після того як закінчиться обробка суспензії реагентами, встановлюють необхідну швидкість протікання суспензії через розділювальний елемент за допомогою натискного пристрою на вакуумному шлангу. Полімінеральна суспензія з крупністю мінералів — 10 мкм з камери перемішування під дією відцентрової сили, що створюється обертальним імпелером, надходить у розділювальний елемент, де флокули відділяються від дрібних частинок первинної крупності, які повертаються у камеру перемішування. Зфлокульовані частинки сповзають по нижній внутрішній стінці розділювального елементу, нахиленого до горизонту під кутом 60о, у пробірку, де збирається осад. Інша частина суспензії (камерний продукт) також збирається у окремий збірник.
Розділювальний елемент являє собою канал прямокутного перетину, в початковій частині якого встановлена перетинка для розділення вихідної суспензії і зфлокульованого осаду. Найкраща ефективність розділення спостерігається при встановленні розділювальних елементів під кутом 60о.
Через заданий час протікання експерименту роздільно вивантажують осад з пробірки і камерний продукт. За результатами хімічних аналізів осаду і камерного продукту розраховують селективність процесу флокуляції.

## Різновиди
- Селективна флокуляція вугільних шламів водорозчинними полімерами
- Селективна флокуляція вугілля гідрофобними полімерами